# Lendringhausen
Lendringhausen ist eine kleine Ortschaft von Wipperfürth im Oberbergischen Kreis im südlichen Nordrhein-Westfalen (Deutschland) innerhalb des Regierungsbezirks Köln.

## Lage und Beschreibung
Lendringhausen liegt im östlichsten Stadtgebiet von Wipperfürth auf einem bis zu 380 m hohen Bergrücken zwischen Wipper- und Gaultal. Die kleine Siedlung liegt am Ende der Ostlandstraße, die von Wipperfürth kommend in Lendringhausen mündet und auch durch die Hofschaft Stillinghausen führt. Lendringhausen besteht durchgängig aus Ein- und Zweifamilienhäusern sowie mehreren Bauernhöfen.
Am südlichen Ortsrand entspringt der in den Gaulbach mündende Lendringhauser Siepen. Im Nordosten entspringt ein Nebengewässer der Wupper, der Maßberger Bach. Nachbarorte sind Stillinghausen, Küppersherweg und Peppinghausen.
Politisch wird Lendringhausen durch den Direktkandidaten des Wahlbezirks 12.2 (122) Niederwipper im Rat der Stadt Wipperfürth vertreten.

## Geschichte
1435 wird der Ort erstmals unter der Bezeichnung „Lenderinckhusen“ genannt. Die Karte Topographia Ducatus Montani aus dem Jahre 1715 zeigt an der Stelle von Lendringhausen drei Höfe und bezeichnet diese mit „Lingerhusen“. Die Topographische Aufnahme der Rheinlande von 1825 zeigt auf umgrenztem Hofraum unter der Bezeichnung „Leininghausen“ vier Grundrisse. 
Im Ort steht ein Wegekreuz aus dem Jahr 1890, das in der Wipperfürther Baudenkmalliste registriert ist. 

## Freizeit und Sport
Lendringhausen wird von einem gut ausgebauten Wanderweg durchquert, der von Wipperfürth über Ohl nach Marienheide führt. Er kann auch von Mountainbikern genutzt werden. Alljährlich findet in Lendringhausen ein Dorffest statt mit Wettbewerben wie Schießen oder Rasentracktorwettrennen.

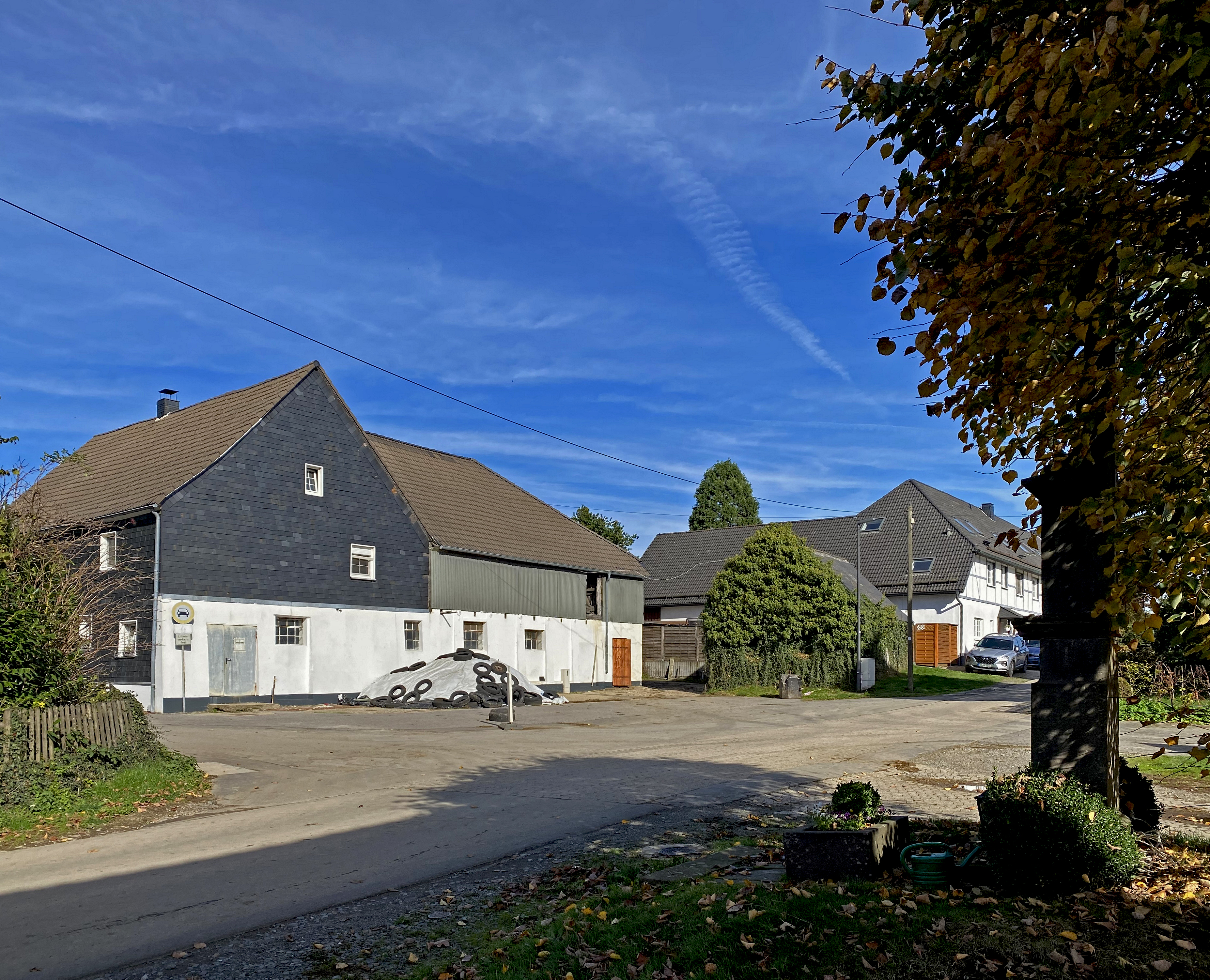
Lendrinhausen
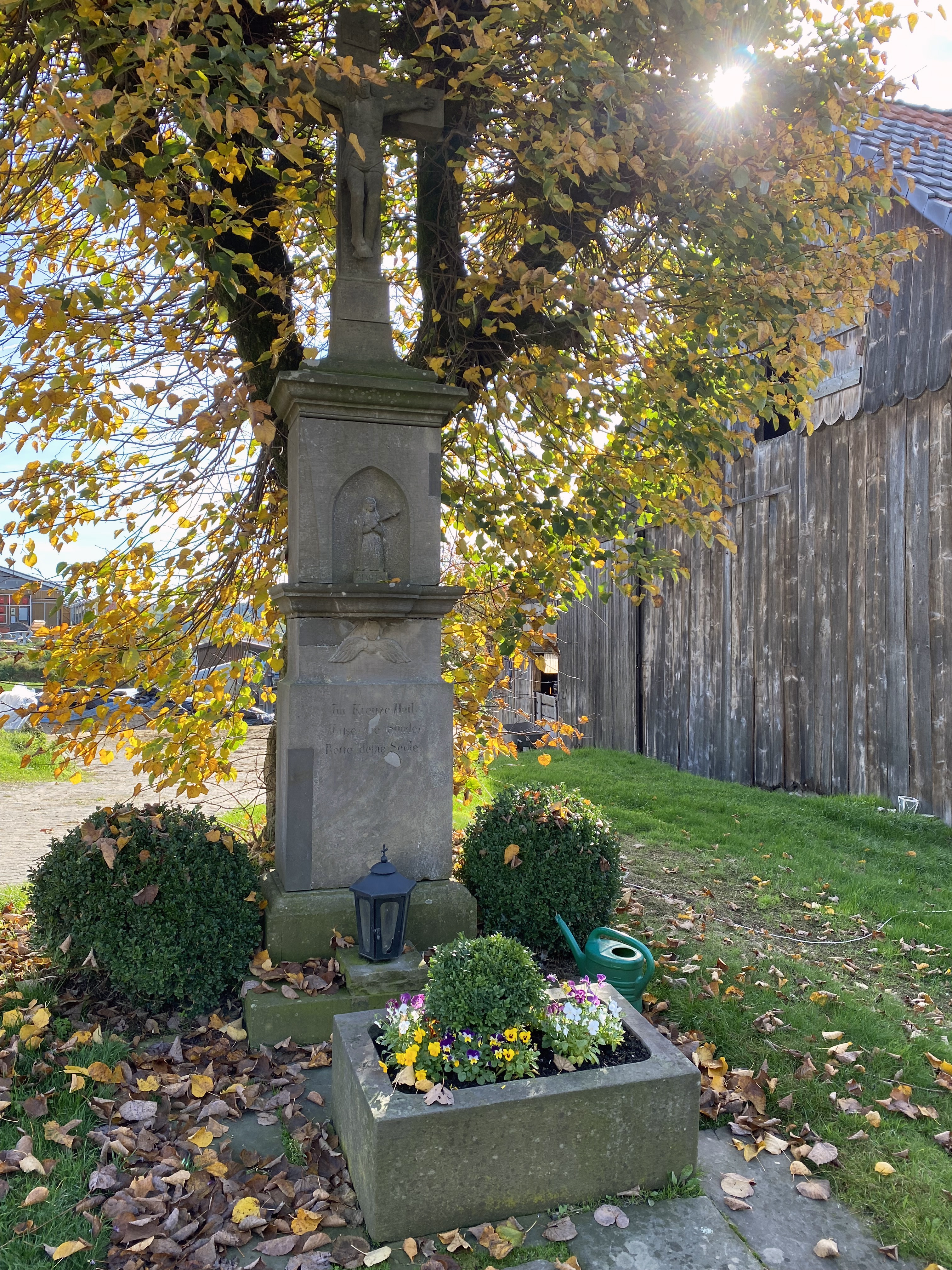
Baudenkmal Wegekreuz Lendringhausen (1890)
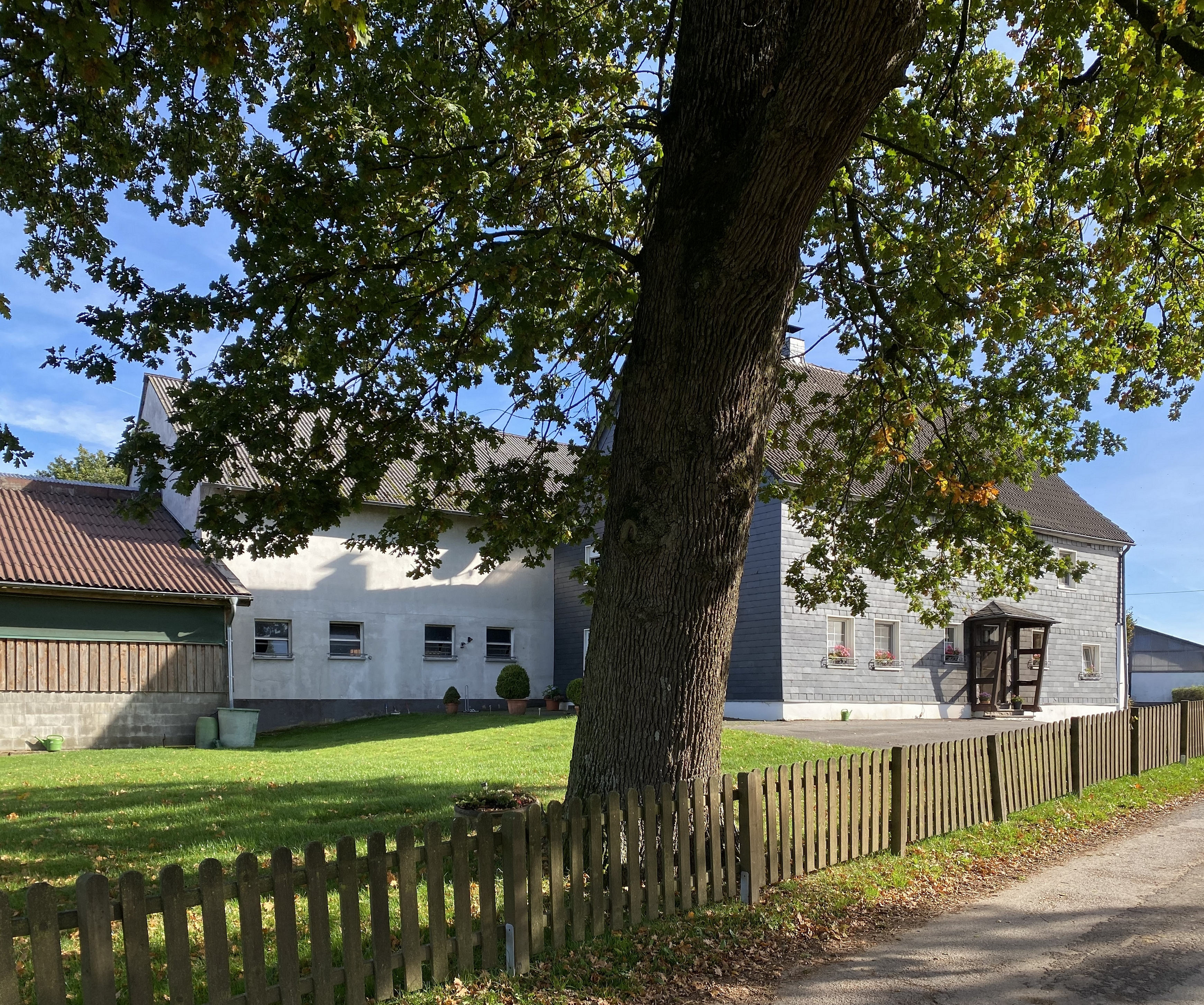
Lendringhausen 3
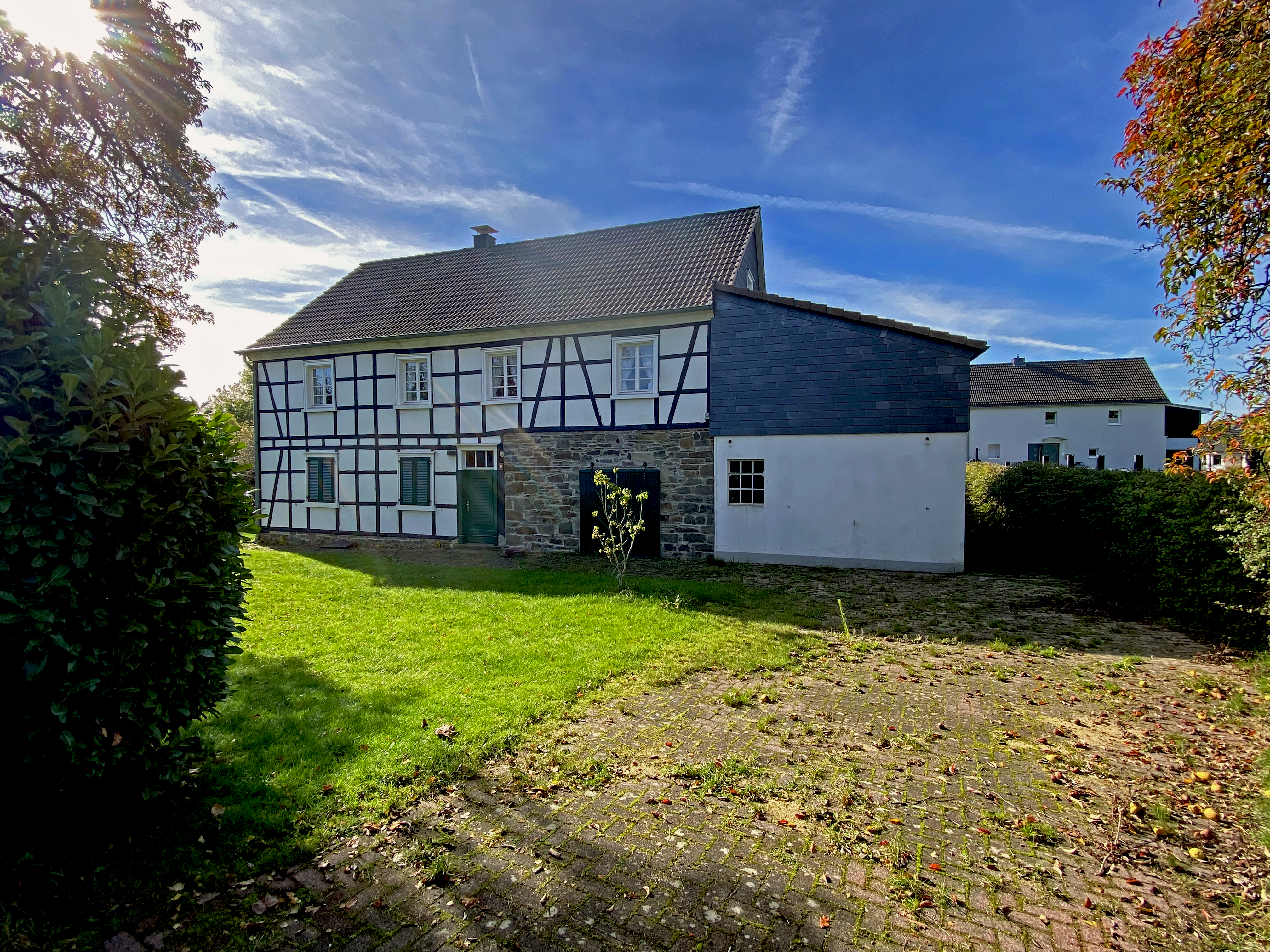
Lendringhausen 4
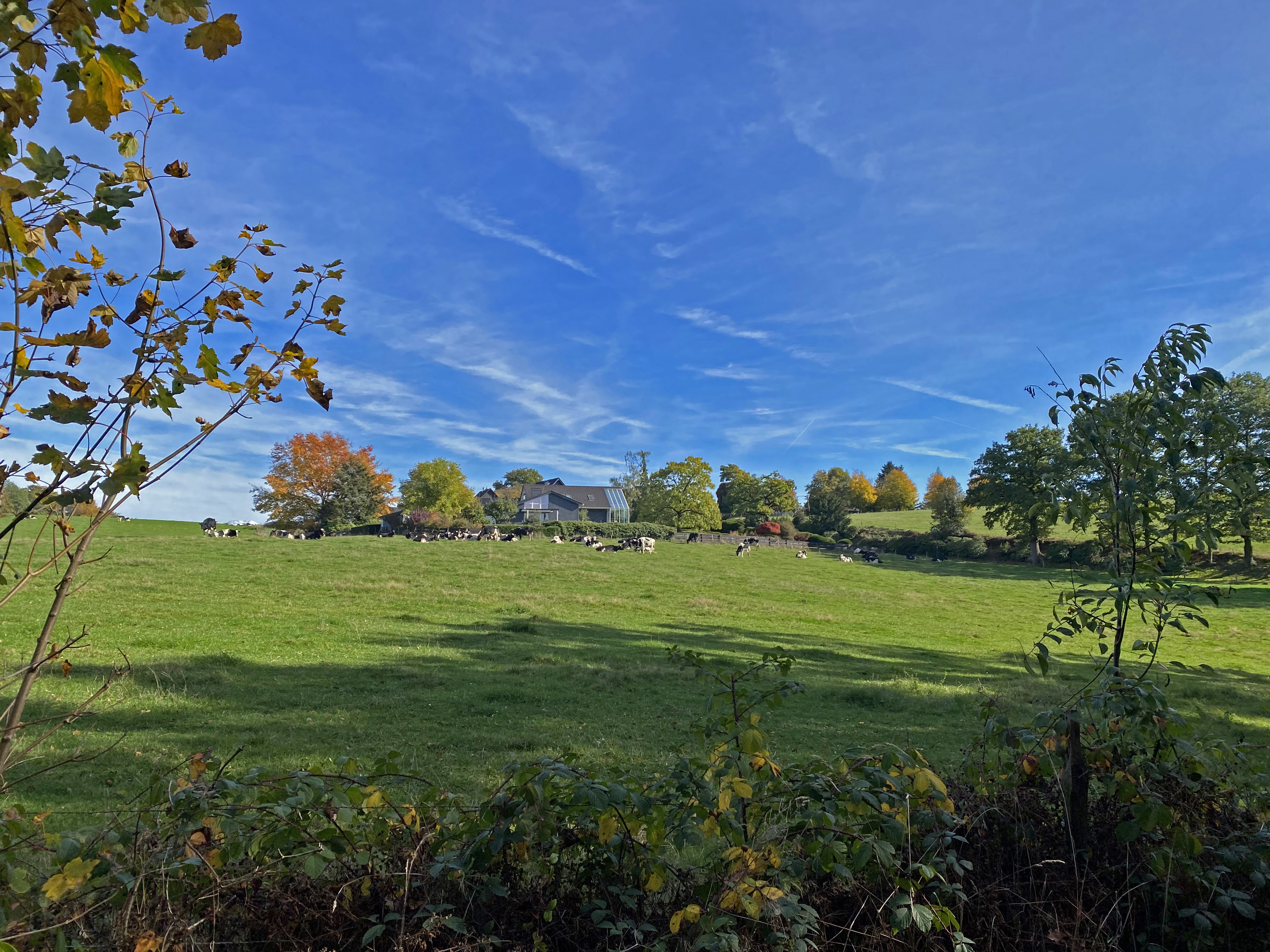
Lendringhausen von Westen